# Una vacanza tranquilla
Una vacanza tranquilla (Wabbit Twouble) è un film del 1941 diretto da Robert Clampett. È un cortometraggio d'animazione della serie Merrie Melodies, uscito negli Stati Uniti il 20 dicembre 1941. È il primo cartone animato con protagonista Bugs Bunny diretto da Clampett e il primo in cui Taddeo è rappresentato come un uomo grasso, design che Clampett elaborò insieme a Tex Avery basandosi sull'aspetto del suo doppiatore Arthur Q. Bryan. Tale versione sarebbe poi ricomparsa in altri quattro corti l'anno seguente, prima che si ritornasse definitivamente al design con cui il personaggio è più conosciuto. Il titolo originale (così come gli interi titoli di testa) fa riferimento al rotacismo di Taddeo, espediente utilizzato anche in molti cortometraggi successivi. Nel 2010 fu selezionato per l'inclusione nel libro di Jerry Beck The 100 Greatest Looney Tunes Cartoons.

## Trama
Taddeo, alla ricerca di riposo e relax, si reca al parco nazionale di Jellostone (una parodia del parco nazionale di Yellowstone) per un campeggio. In una tana nel parco vive Bugs che, vedendo arrivare Taddeo, usa un cartello per fargli piazzare la tenda sopra la sua tana, in modo da poterlo tormentare. Dopo essere stato vittima di alcuni scherzi di Bugs, Taddeo lo insegue con un fucile, ma si imbatte in un orso ed è costretto ad andarsene dal parco. Prima, però, distrugge il cartello di benvenuto che definisce il luogo come "oasi del riposo", venendo visto da un ranger e finendo quindi in prigione. Felice di essersi comunque liberato di Bugs, scopre però con orrore che quest'ultimo e l'orso sono suoi compagni di cella.

## Distribuzione

### Edizione italiana
Il corto fu distribuito nei cinema italiani il 19 maggio 1949 coi titoli Un campeggio da lepre e Campeggio di Rosicchio. Fu ridoppiato a Milano per l'uscita in VHS nel novembre 1986, e nuovamente dieci anni dopo dalla Angriservices Edizioni sotto la direzione di Renzo Stacchi per la trasmissione televisiva. Non essendo stata registrata una colonna internazionale, in tutti i casi fu sostituita la musica presente durante i dialoghi.

### Edizioni home video

#### VHS
America del Nord
- Bugs Bunny and Elmer Fudd Cartoon Festival Featuring "Wabbit Twouble" (1986)
- Bugs vs. Elmer (1990)
- Here Comes Bugs (1991)
- The Golden Age of Looney Tunes Volume 4: Bob Clampett (1992)
- Looney Tunes: The Collector's Edition - Wabbit Tales (1999)

Italia
- Bunny il coniglio vol. 2 (novembre 1986)

#### Laserdisc
- The Golden Age of Looney Tunes (11 dicembre 1991)

#### DVD e Blu-ray Disc
Il corto fu pubblicato in DVD-Video in America del Nord nel primo disco della raccolta Looney Tunes Golden Collection: Volume 1 (intitolato Best of Bugs Bunny) distribuita il 28 ottobre 2003, dove è visibile anche con un commento audio di Michael Barrier; il DVD fu pubblicato in Italia il 2 dicembre 2003 nella collana Looney Tunes Collection, col titolo Bugs Bunny. Fu infine incluso (nuovamente col commento audio) nel secondo disco della raccolta Blu-ray Disc e DVD Looney Tunes Platinum Collection: Volume Two, uscita in America del Nord il 16 ottobre 2012.

## Casi mediatici

Big Chungus

Nel dicembre 2018 un fotogramma del cortometraggio che ritrae Bugs che prende in giro Taddeo imitando il suo aspetto divenne un meme di Internet. Il meme ebbe origine da una copertina fittizia per un videogioco intitolato Big Chungus ("chungus" è un neologismo coniato dal giornalista di videogiochi Jim Sterling nel 2012) che presentava il fotogramma e fu reso popolare da un post su Facebook di un manager di GameStop a Colorado Springs, che affermava che un cliente aveva chiesto informazioni sull'acquisto del gioco immaginario come regalo per suo figlio. Nel 2021 il personaggio è stato aggiunto al videogioco per cellulare Looney Tunes: Il mondo del caos ed è apparso brevemente nel film Space Jam: New Legends.